# Маруан Бокрі
Маруан Бокрі (фр. Marouane Bokri, нар. 28 грудня 1974, Туніс) — туніський футболіст, що грав на позиції півзахисника.
Виступав, зокрема, за клуб «Есперанс», а також національну збірну Тунісу.

## Клубна кар'єра
У дорослому футболі дебютував 1994 року виступами за команду «Есперанс», в якій провів дев'ять сезонів. 
Завершив ігрову кар'єру у команді «Етюаль дю Сахель», за яку виступав протягом 2003—2006 років.

## Виступи за збірну
У 1996 році дебютував в офіційних матчах у складі національної збірної Тунісу.
Загалом протягом кар'єри в національній команді, яка тривала 1 рік, провів у її формі 1 матч.